# Sitticus clavator
Sitticus clavator är en spindelart som beskrevs av Schenkel 1936. Sitticus clavator ingår i släktet Sitticus och familjen hoppspindlar. Inga underarter finns listade i Catalogue of Life.